# Coulmiers

Coulmiers este o comună în departamentul Loiret din centrul Franței. În 1 ianuarie 2022 avea o populație de 565 de locuitori.